# Chris Rest
Chris Rest is een Amerikaans gitarist die het best bekend is voor zijn werk in de punkbands Rich Kids on LSD en Lagwagon. Rest was het enige constante lid van Rich Kids on LSD en heeft als enige aan alle albums en tournees van deze band meegewerkt. Rest heeft daarnaast in een aantal andere bands gespeeld, waaronder No Use for a Name.

## Muzikale carrière
Rest begon zijn carrière als muzikant in 1982 als oorspronkelijk lid van de hardcorepunkband Rich Kids on LSD (RKL). Rest bleef uiteindelijk het enige constante lid van de band. In 1984 bracht Rest met de band Rat Pack de ep Rat Pack uit. In 1989 ging RKL tijdelijk uit elkaar, waarna de band weer bijeen kwam in 1992 en opnieuw tijdelijk uit elkaar ging in 1995. Datzelfde jaar richtte Rest samen met Bomer Manzullo (voorheen van RKL) en drummer Boz Rivera de band The Other op, dat in 1997 het album The Other liet uitgeven via Honest Don's Records. In 1997 speelde Rest met de band Buck Wild en bracht met deze band het album Beat Me Silly uit. Hetzelfde jaar ging Rest bij Lagwagon spelen, en heeft sindsdien gespeeld op alle albums van deze band.
In 2001 was Rest te horen op een nummer van het album Rock the Plank van Mad Caddies en speelde bij in Hotbox, dat dit jaar het album Lickity Split uitbracht. In 2002 kwam RKL weer terug bij elkaar met onder andere de oorspronkelijke leden Rest, Manzullo en Jason Sears. Nadat Sears in 2006 overleed werd de band echter voorgoed opgeheven. Rest is ook lid van King City, dat in 2006 het album Last Siesta uitbracht.
In 2008 speelde Rest een deel van de gitaarpartijen op het album Off the Leash van The Real McKenzies. Eveneens in 2008 speelde hij een gitaarsolo voor het nummer "Stroudsburg" van I Know the Struggle. Ditzelfde jaar ging hij bij No Use for a Name spelen. Hij bleef bij deze band spelen tot de laatste show in 2012. In 2009 speelde hij met zijn band District of Columbias op de ep We Barely Just Got Here.

## Discografie
Dit is een beknopte discografie en weergeeft alleen studioalbums en livealbums waar Rest een significante bijdrage aan heeft geleverd.
| Jaar | Titel                     | Label          | Met              |
| ---- | ------------------------- | -------------- | ---------------- |
| 1985 | Keep Laughing             | Mystic         | Rich Kids on LSD |
| 1987 | Rock 'n Roll Nightmare    | Alchemy        | Rich Kids on LSD |
| 1988 | Double Live in Berlin     | Destiny        | Rich Kids on LSD |
| 1993 | Reactivate                | Epitaph        | Rich Kids on LSD |
| 1994 | Riches to Rags            | Epitaph        | Rich Kids on LSD |
| 1997 | Beat Me Silly             | Lobster        | Buck Wild        |
| 1997 | The Other                 | Honest Don's   | The Other        |
| 1997 | Double Plaidinum          | Fat            | Lagwagon         |
| 1998 | Let's Talk About Feelings | Fat            | Lagwagon         |
| 2001 | Lickity Split             | Telehraph      | Hotbox           |
| 2003 | Blaze                     | Fat            | Lagwagon         |
| 2005 | Resolve                   | Fat            | Lagwagon         |
| 2005 | Live in a Dive            | Fat            | Lagwagon         |
| 2006 | Last Siesta               | (eigen beheer) | King City        |
| 2014 | Hang                      | Fat            | Lagwagon         |
| 2017 | 76 Years                  | (eigen beheer) | King City        |
| 2019 | Railer                    | Fat            | Lagwagon         |
| 2022 | Live in a Dive            | Fat            | Rich Kids on LSD |